# Bulbophyllum wollastonii
Bulbophyllum wollastonii là một loài phong lan thuộc chi Bulbophyllum.